# Пржевальское городское поселение
Пржевальское городско́е поселе́ние  — муниципальное образование в Демидовском районе Смоленской области Российской Федерации.
Административный центр и единственный населённый пункт — посёлок городского типа (пгт) Пржевальское.

## История
Статус и границы городского поселения установлены Законом Смоленской области от 28 декабря 2004 года № 131-з «О наделении статусом муниципального района муниципального образования "Демидовский район" Смоленской области, об установлении границ муниципальных образований, территории которых входят в его состав, и наделении их соответствующим статусом».

## Население
| 2012  | 2013  | 2014  | 2015  | 2016  | 2017  | 2018  |
| ----- | ----- | ----- | ----- | ----- | ----- | ----- |
| 1635  | ↘1585 | ↘1559 | ↘1524 | ↘1479 | ↘1437 | ↗1438 |
| 2019  | 2020  | 2021  | 2024  |       |       |       |
| ↘1410 | ↘1393 | ↘1265 | ↘1195 |       |       |       |